# Brandon Routh
Brandon James Routh (Des Moines, 9 de outubro de 1979) é um ator norte-americano. É conhecido por interpretar o Superman no filme Superman Returns em 2006, por protagonizar o filme Dylan Dog: Dead of Night. em 2011, e também pelo papel recorrente na série Chuck, como Daniel Shaw, de 2007 a 2012. Em seguida, teve papéis coadjuvantes nos filmes Zack and Miri Make a Porno e Scott Pilgrim vs. the World.
Em 2014 foi escalado para um papel recorrente como The Atom/Ray Palmer na série de TV Arrow. Mais tarde desempenhou esse papel em duas outras sérires no universo compartilhado do Arrowverse: The Flash (um papel de convidado) e Legends of Tomorrow (um papel de protagonista). Routh também reprisou seu papel como Superman no evento de crossover do Arrowverse de 2019 "Crisis on Infinite Earths". Seu papel em Legens of Tomorrow terminou em 2020.

## Biografia
Routh, o terceiro de quatro filhos, nasceu em Des Moines, Iowa, filho de Catherine LaVaughn (nascida Lear), professora, e Ronald Ray Routh, carpinteiro. Foi criado nas proximidades de Norwalk. Routh foi criado em uma família metodista, e tem ascendência inglesa, escocesa, alemã e holandesa.
Routh cresceu em Norwalk, a aproximadamente 160 km ao sul de Woolstock, local de nascimento de George Reeves, o primeiro ator a interpretar o Superman na televisão. Durante sua infância, Routh achava que uma carreira de ator em tempo integral não era realista, citando sua origem em uma cidade pequena. Em seu tempo livre tocava trompete e piano.
Routh frequentou a Norwalk High School, onde praticou esportes, e participou de música e teatro. Ele se descreve como um "filho da mamãe" e não "o garoto mais popular" durante seus anos de escola. Routh também notou que durante sua juventude gostava dos filmes do Superman e dos quadrinhos.
Routh frequentou a Universidade de Iowa por um ano, aspirando ser escritor. Durante este tempo modelou e agiu para ganhar suas despesas de ensino.
Routh disse que muitas vezes lhe disseram que ele tinha uma semelhança física com Christopher Reeve, que já havia retratado superman em uma série de filmes. Seu ex-empresário o contratou por causa da semelhança, dizendo-lhe que achava que Routh seria escalado com Superman se houvesse outro filme da série.

## Carreira

### Início de carreira
Em 1999, Routh deixou a universidade e mudou-se para Manhattan e depois para Los Angeles, onde seguiu uma carreira de ator em tempo integral, aparecendo pela primeira vez como figurante no videoclipe de 1999 de Christina Aguilera para "What a Girl Wants". Ele foi escalado para seu primeiro papel como ator no mesmo ano, em um episódio da série de televisão de curta duração da ABC, Odd Man Out. Em 2000, ele teve um papel de quatro episódios na 3ª Temporada da novela da MTV Undressed. Routh posteriormente apareceu na Gilmore Girls, da WB, (em um episódio de fevereiro de 2001, "Concert Interruptus", interpretando um participante do concerto de Bangles), e ganhou um trabalho constante na novela One Life to Live, interpretando Seth Anderson de 23 de maio de 2001, até 17 de abril de 2002.

### Superman
Antes da escalação de Routh como Superman no filme Superman Returns, a Warner Bros. passou mais de uma década desenvolvendo um plano para relançar a franquia, intitulada Superman Flyby, com possíveis estrelas, incluindo atores como Nicolas Cage, Josh Hartnett, Brendan Fraser, Tom Welling, Paul Walker, Henry Cavill (que acabou se tornando Superman em Man of Steel (2013)), James Marsden, Ashton Kutcher, Keanu Reeves, Will Smith e Jim Caviezel, e diretores planejados, incluindo Tim Burton, Wolfgang Petersen, McG, Brett Ratner e Shekhar Kapur. Quando o diretor Bryan Singer entrou no projeto, no entanto, ele insistiu que um ator desconhecido fosse escalado para o papel, na tradição do elenco do filme mais conhecido Superman, Christopher Reeve.
Routh, então com 24 anos, já havia feito um teste para o diretor McG e foi descoberto por Singer depois que ele viu a audição gravada em vídeo de Routh. Singer, que desde então afirmou que Routh era a personificação de "nossa memória coletiva do Superman", ficou impressionado com a semelhança de Routh com o ícone dos quadrinhos e achou as raízes humildes do meio-oeste do ator perfeitas para o papel, como sua "combinação de vulnerabilidade e confiança", que Singer disse que o lembrava de Christopher Reeve. Singer decidiu lançar Routh depois que os dois se conheceram em 13 de agosto de 2004, mas não contou a Routh até dois meses depois, quando a escalação de Routh foi anunciada em outubro de 2004, fazendo dele uma "celebridade instantânea".
Antes do início das filmagens, Routh se preparou para o papel, ganhando 22 libras para atingir uma alta de 218 libras. As filmagens de Superman Returns começaram em Sydney em fevereiro de 2005. O filme foi lançado nos EUA em 28 de junho de 2006 e recebeu críticas decentes da maioria dos críticos, mas foi uma decepção nas bilheterias, arrecadando apenas US $ 200 milhões nos EUA em comparação com seu orçamento estimado de US $ 270 milhões. Routh foi contratado para aparecer em duas sequências em potencial, mas devido aos resultados medíocres de bilheteria, eles nunca se materializaram.
As críticas ao desemepenho de Routh foram geralmente positivas, com a Newsweek observando que ele "reivindica sem esforço o papel icônico". Por outro lado, o crítico de cinema Roger Ebert sentiu que "Routh carece de carisma como Superman, e suponho que como Clark Kent, ele não deveria ter nenhum".
No Spike TV Awards de 2006, Routh ganhou o prêmio de "Mlehor Super-herói" como Superman em Superman Returns, superando, entre outros, Hugh Jackman como Wolverine.
Em agosto de 2008, a Warner Bros. anunciou oficialmente que pretencia reiniciar a franquia Superman. Routh ainda estava definido para reprisar o papel, de acordo com o presidente da DC Comics, Paul Levitz. Em 2009, no entanto, o contrato de Routh para interpretar Superman em outro filme expirou, mas ele disse na época que gostaria de voltar se tivesse a chance. No entanto, o ator britânico Henry Cavill foi escalado para interpretar Superman no reboot da série, Man of Steel.

### Projetos subsequentes

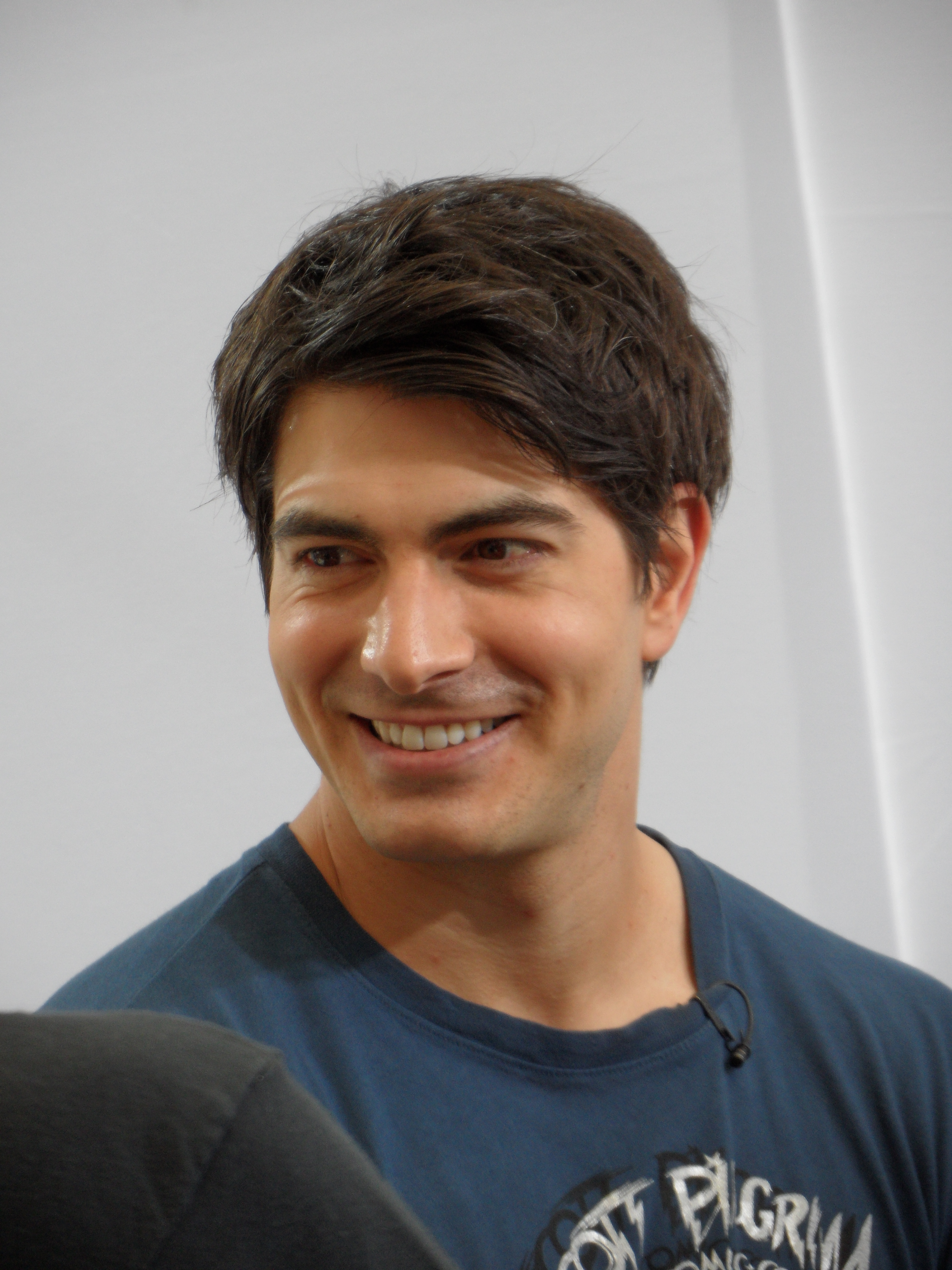
Routh em 2011

Após o lançamento de Superman Returns, Routh assinou contrado para interpretar o agente da CIA John Clark em Without Remorse, sob a direção de John Singleton com roteiro de Stuart Beattie. Routh seria o terceiro ator a interpretar o personagem, depois de Willem Dafoe e Liev Schreiber. O filme foi planejado para ser lançado no final de 2007/início de 2008. No entando, a Paramount Pictures deu uma reviravolta no filme. A futura participação de Routh no projeto é desconhecida.
Routh apareceu no drama independente Fling (anteriormente intitulado Lie to Me) (2008), co-estrelado por sua esposa Courtney Ford, e o filme conjunto Life Is Hot in Cracktown (2009).
Routh assinou para estrelar The Informers (2009), um filme baseado no romance de Bret Easton Ellis, com Kim Basinger, Amber Heard e Billy Bob Thornton, mas suas cenas acabaram cortadas com a decisão de extirpar o "vampiro" do filme inteiramente.
Na Comic Con 2008, foi revelado que Routh teria uma participação especial na comédia de Kevin Smith, Zack and Miri Make a Porno - ele apareceu como um personagem menor, Bobby Long - e serviria como juiz no Platinum Studios 2008 Comic Book Challenge. Além disso, ele tem uma participação especial onde interpreta a si mesmo no filme de Bollywood, Kambakkht Ishq (2009).
Em janeiro de 2009, Routh foi oficialmente escalado para interpretar Todd Ingram em Scott Pilgrim vs. the World, dirigido por Edgar Wright, baseado na série Scott Pilgrim do artista canadense Bryan Lee O'Malley. Seu personagem é um baixista arrogante e narcisista que deriva poderes psíquicos de seu estilo de vida vegano, e é o terceiro dos sete Evil Exes que o personagem-título deve lutar.
Routh interpreta Daniel Shaw na 3ª Temporada da série de espionagem Chuck, em um papel recorrente e coadjuvante. Ele novamente interpretou esse personagem na quinta temporada da série.
Ele interpretou o detetive sobrenatural Dylan Dog no filme de 2011 Dylan Dog: Dead of Night. O filme é baseado na série de quadrinhos italiana criada por Tiziano Sclavi.
Em 22 de fevereiro de 2012, foi anunciado que Routh havia sido escalado para o elenco de David Kohan e Max Mutchnick (os criadores de Will & Grace), novo piloto de comédia multicâmera de meia hora da CBS, Partners. Ele interpretou o parceiro fixo do personagem de Michael Urie ao lado de David Krumholtz e sua co-estrela de Table for Three, Sophia Bush. A série foi cancelada depois que apenas seis episódios foram ao ar.
Em 2013, Routh apareceu no videogame Call of Duty: Ghosts. Desde então, Routh apareceu em um episódio de The Millers e vários episódios de Chosen e Enlisted em 2014.

#### Arrowverso
Em 7 de julho de 2014, foi relatado que Routh seria mais uma vez um super-herói para a DC Comics como Ray Palmer / The Atom em Arrow, do The CW. Ele foi um personagem recorrente durante a terceira temporada, que estreou em 8 de outubro de 2014. Nesse mesmo ano, ele estrelou o filme The Nine Lives of Christmas, do Hallmark Channel, que atraiu boas críticas e altas classificações.
Em janeiro de 2015, o co-criador e produtor executivo de Arro, Greg Berlanti, afirmou que eles estavem no meio de negociações preliminares "muito precoces" para uma série spin-off adicional centrada em Ray Palmer/The Atom.
Em fevereiro de 2015, foi anunciado que um spin-off estava em desenvolvimento que co-estrelaria Routh como The Atom, junto com Arthur Darvill, Wentworth Miller, Victor Garber e Caity Lotz. O show, Legends of Tomorrow, estreou em janeiro de 2016.
Routh reprisou seu papel como Clark Kent / Superman no crossover Arrowverse 2019-2022 "Crisis on Infinite Earths", afetado por eventos adaptados do enredo Kingdom Come. Seu traje foi baseado no usado pela versão do personagem no enredo. No mês seguinte, foi anunciado que Routh deixaria Legens of Tomorrow como uma série regular durante a quinta temporada. Seu último episódio como regular da série foi "Romeu v. Juliet: Dawn of Justness".
Em 2021, Routh fez dois retornos à franquia. Primeiro, ele voltou para Legends para seu 100º episódio, e para The Flash para seu evento de abertura da oitava temporada "Armageddon".

## Vida Pessoal

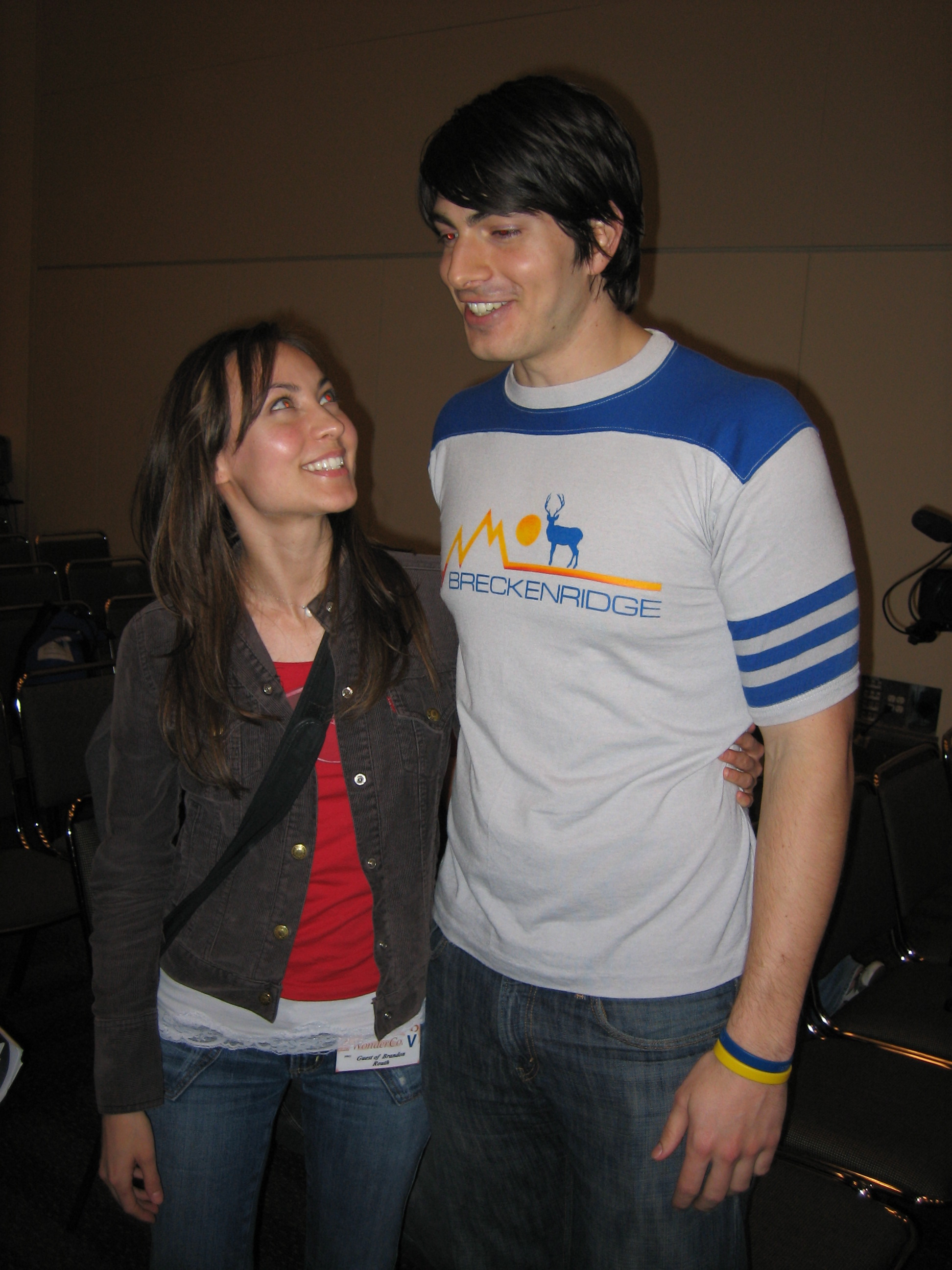
Courtney Ford e Brandon Routh em fevereiro de 2006

Em 23 de agosto de 2006, Brandon ficou noivo de sua namorada de três anos, a atriz Courtney Ford; o casal se casou em 24 de novembro de 2007, no Rancho El Capitan, em Santa Bárbara. Em 2012, o casal teve um filho, Leo James.
A irmã de Routh, Sara, tem uma faixa musical intitulada "You're Never Gone" no Sound of Superman, a trilha sonora que acompanha o Superman Returns. Routh é fã e jogador do videogame World of Warcraft. Durante a eleição presidencial de 2008, Routh falou em um comício em Iowa em apoio ao candidato democrata Barack Obama.
Routh é um parente distante do presidente Franklin D. Roosevelt.

## Filmografia

### Filmes
| Ano  | Título                                             | Função                | Notas           |
| ---- | -------------------------------------------------- | --------------------- | --------------- |
| 2006 | Karla                                              | Tim Peters            |                 |
| 2006 | Denial                                             | Man                   | curta-metragem  |
| 2006 | Superman Returns                                   | Clark Kent / Superman |                 |
| 2006 | Look, Up in the Sky! The Amazing Story of Superman | Ele mesmo             | Documentário    |
| 2008 | Fling                                              | James                 | Também produtor |
| 2008 | Zack and Miri Make a Porno                         | Bobby Long            |                 |
| 2009 | Life Is Hot in Cracktown                           | Sizemore              |                 |
| 2009 | Stuntmen                                           | Kirby Popoff          |                 |
| 2009 | Table for Three                                    | Scott Teller          |                 |
| 2009 | Kambakkht Ishq                                     | Ele mesmo             | Cameo           |
| 2009 | Miss Nobody                                        | Milo Beeber           |                 |
| 2009 | The Informers                                      | Bruce                 | Cenas deletadas |
| 2010 | Unthinkable                                        | Agente Jackson        |                 |
| 2010 | Scott Pilgrim vs. the World                        | Todd Ingram           |                 |
| 2011 | Dylan Dog: Dead of Night                           | Dylan Dog             |                 |
| 2011 | Cost of Living                                     | Silus                 | Curta-metragem  |
| 2011 | Number Nine                                        | John                  | Curta-metragem  |
| 2012 | Crooked Arrows                                     | Joe Logan             |                 |
| 2014 | Missing William                                    | James Anderson        |                 |
| 2015 | 400 Days                                           | Capitão Theo Cooper   |                 |
| 2016 | Lost in the Pacific                                | Mike                  |                 |
| 2020 | Anastasia: Once Upon a Time                        | Tsar Nicholas II      |                 |

### Televisão
| Ano                   | Título                         | Função                                                   | Notas                                                             |
| --------------------- | ------------------------------ | -------------------------------------------------------- | ----------------------------------------------------------------- |
| 1999                  | Odd Man Out                    | Connor Williams                                          | Episódio: "You've Got Female"                                     |
| 2000                  | Undressed                      | Wade                                                     | 4 episódios                                                       |
| 2000                  | Gilmore Girls                  | Cara de festa no concerto                                | Episódio: "Concert Interruptus"                                   |
| 2001–2002             | One Life to Live               | Seth Anderson                                            | Papel recorrente                                                  |
| 2003                  | Cold Case                      | jovem Henry Phillips                                     | Episódio: "A Time to Hate"                                        |
| 2004                  | Will & Grace                   | Sebastian                                                | Episódio: "A Gay/December Romance"                                |
| 2004                  | Oliver Beene                   | Brian                                                    | Episódio: "Dibs"                                                  |
| 2005                  | Awesometown                    | Oficial Dino Wong                                        | Curta de televisão                                                |
| 2006                  | The Batman                     | John Marlowe / Everywhere Man (voz)                      | Episódio: "The Everywhere Man"                                    |
| 2008                  | Fear Itself                    | Bobby                                                    | Episódio: "Community"                                             |
| 2010–2011             | Chuck                          | Daniel Shaw                                              | 12 episódios                                                      |
| 2012–2013             | Partners                       | Wyatt Plank                                              | 13 episódios                                                      |
| 2013–2014             | Chosen                         | Max Gregory                                              | 6 episódios                                                       |
| 2013                  | Newsreaders                    | Miles Van Cleef                                          | Episódio: "Hedge Fun"                                             |
| 2014                  | The Exes                       | Steve                                                    | 2 episódios                                                       |
| 2014                  | Enlisted                       | Brandon Stone                                            | 2 episódios                                                       |
| 2014                  | The Millers                    | Oficial Dixon                                            | Episódio: "Carol's Surprise"                                      |
| 2014                  | The Nine Lives of Christmas    | Zachary Stone                                            | Filme de televisão                                                |
| 2014–2016, 2020       | Arrow                          | Ray Palmer / The Atom                                    | 21 episódios                                                      |
| 2015–2016, 2019, 2021 | The Flash                      | Ray Palmer / The Atom                                    | 4 episódios                                                       |
| 2015–2016, 2019, 2021 | The Flash                      | Clark Kent / Superman (Earth-96)                         | Episódio: "Crisis on Infinite Earths: Part Three"                 |
| 2016–2021             | Legends of Tomorrow            | Ray Palmer / The Atom                                    | Papel principal (Temporadas1-5), convidado especial (Temporada 7) |
| 2016–2021             | Legends of Tomorrow            | Clark Kent / Superman (Earth-96)                         | Episódio: "Crisis on Infinite Earths: Part Five"                  |
| 2016                  | Vixen                          | Ray Palmer / The Atom                                    | Web série; papelde voz; 3 episódios                               |
| 2016                  | Lady Dynamite                  | Jack Tripper                                             | Episódio: "Jack and Diane"                                        |
| 2017                  | Vixen: The Movie               | Ray Palmer / The Atom                                    | Função de voz                                                     |
| 2019                  | Black-ish                      | Banner Copeland                                          | Episódio: "Is It Desert or Dessert?"                              |
| 2019                  | Are You Afraid of the Dark?    | Theo Coscarelli                                          | Episódio: "Part Two: Opening Night"                               |
| 2019                  | Supergirl                      | Ray Palmer / The Atom                                    | Episódio: "Crisis on Infinite Earths: Part One"                   |
| 2019                  | Batwoman                       | Ray Palmer / The Atom                                    | Episódio: "Crisis on Infinite Earths: Part Two"                   |
| 2019                  | Batwoman                       | Ray Palmer / The Atom / Clark Kent / Superman (Earth-96) | Episódio: "Crisis on Infinite Earths: Part Two"                   |
| 2020                  | Home Movie: The Princess Bride | Westley                                                  | Episódio: "The Fire Swamp"                                        |
| 2021                  | The Rookie                     | Oficial Doug Stanton                                     | Papel recorrente (temporada 3)                                    |
| 2021                  | The Nine Kittens of Christmas  | Zachary Stone                                            | Filme de televisão                                                |
| 2021                  | Slugfest                       | Joe Simon                                                | Série documental Roku Channel                                     |
| 2022                  | Magic: The Gathering           | Gideon Jura                                              | Papel de voz; em produção                                         |

### Videogames
| Ano  | Título                     | Função                                       |
| ---- | -------------------------- | -------------------------------------------- |
| 2006 | Superman Returns           | Clark Kent / Superman                        |
| 2013 | Call of Duty: Ghosts       | David "Hesh" Walker                          |
| 2018 | Lego DC Super-Villains     | Billy Batson / Shazam, Ray Palmer / The Atom |
| 2019 | Magic: The Gathering Arena | Ral Zarek                                    |

### Vídeos musicais
| Ano  | Artista            | Título                  |
| ---- | ------------------ | ----------------------- |
| 1999 | Christina Aguilera | "What a Girl Wants"     |
| 2006 | The Lonely Island  | "Part 1: The Avon Lady" |
| 2018 | Sugarland          | "Babe"                  |

## Prêmios e nomeações
| Ano  | Prêmio                              | Categoria                                                | Trabalho indicado           | Resultado |
| ---- | ----------------------------------- | -------------------------------------------------------- | --------------------------- | --------- |
| 2006 | Golden Schmoes Awards               | Breakthrough Performance of the Year                     | Superman Returns            | Indicado  |
| 2006 | Scream Awards                       | Best Superhero                                           | Superman Returns            | Venceu    |
| 2006 | Scream Awards                       | Breakout Performance                                     | Superman Returns            | Indicado  |
| 2006 | ShoWest Awards                      | Male Star of Tomorrow                                    | Superman Returns            | Venceu    |
| 2006 | Teen Choice Awards                  | Choice Breakout Movie Star – Male                        | Superman Returns            | Indicado  |
| 2006 | Teen Choice Awards                  | Choice Movie Chemistry (compartilhado com Kate Bosworth) | Superman Returns            | Indicado  |
| 2006 | Teen Choice Awards                  | Choice Movie Rumble                                      | Superman Returns            | Indicado  |
| 2006 | Saturn Awards                       | Rising Star                                              | Superman Returns            | Venceu    |
| 2007 | Saturn Awards                       | Best Actor                                               | Superman Returns            | Venceu    |
| 2007 | Empire Awards                       | Best Male Newcomer                                       | Superman Returns            | Venceu    |
| 2010 | IGN Awards                          | Best Villain                                             | Chuck                       | Venceu    |
| 2010 | Detroit Film Critics Society Awards | Best Ensemble                                            | Scott Pilgrim vs. the World | Indicado  |
| 2011 | Scream Awards                       | Best Villain                                             | Scott Pilgrim vs. the World | Indicado  |
| 2019 | Teen Choice Awards                  | Choice TV Actor: Action                                  | Legends of Tomorrow         | Indicado  |